# Henles slynga

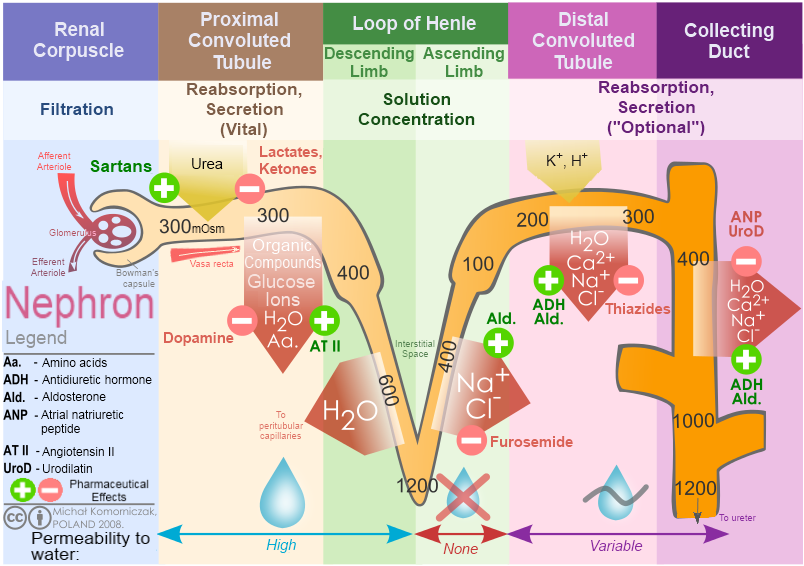
Översikt av vad som sker i de olika delarna av nefronet, inklusive Henles slynga.

Henles slynga, som finns i njuren, är en del av nefronet som utgår ifrån Bowmans kapsel. Det är här som den sekundära filtreringen sker så att sekundärurin, färdig urin, produceras. Slyngan går ner i njurmärgen, kallad medulla, där den gör en skarp sväng och åter går uppåt mot njurbarken, cortex. Den kan delas upp i fem sektioner som var för sig filtrerar eller absorberar olika ämnen, genom att ett kapillärnätverk som kallas vasa recta ligger runt slyngan och för tillbaka de ämnen som behövs. Den döptes efter upptäckaren F. G. J. Henle.

## Delar
De fem delarna av slyngan har olika struktur beroende på sina respektive uppgifter.

### Första delen
I proximala tubuli, det vill säga delen mellan Bowmans kapsel och slyngan, reabsorberas ca 65% av vattnet och all glukosen och de små resterna av protein som filtreras ut. Det fortsätter i början av slyngan, som är tjock och har ungefär samma struktur.

### Andra delen
Röret smalnar av och går ner mot medulla, där det gör en skarp sväng. Reabsorptionen av vatten fortsätter.

### Tredje delen
Efter svängen i medulla ändras strukturen men tjockleken är samma och röret går åter utåt mot barken. Vatten kan inte längre reabsorberas, utan här gör joner det genom passiv absorption.

### Fjärde delen
I den tjocka delen av det utåtgående röret, men fortfarande kvar i märgen, sker aktiv jontransport av natrium (Na+), kalium (K+) och klor (Cl-) från urinen. K+ transporteras sedan passivt med sin koncentrationsgradient genom K+ kanaler tillbaks till urinen i det utåtgående röret; denna reglering som kallas sekretion sker med hjälp av aldosteron. Denna K+ "läcka" genererar en positiv elektrokemisk potentialskillnad i rörmembranet. Den elektriska gradienten driver på reabsorptionen av Na+, liksom av andra katjoner som magnesium (Mg2+) och det viktiga kalciumet (Ca2+).

### Femte delen
I den översta, barkdelen, av röret där det går över i distala tubuli sker viss reabsorption av vatten och andra joner, beroende på styrhormoner. Här regleras urinens vatten- och elektrolytbalans och syra-basbalans. Nu har ca 80% av vattnet åkt tillbaks till kroppen från primärurinen. Med hjälp av hormonet ADH regleras nu hur mycket vatten urinen skall innehålla, och det beror på vad kroppen för närvarande innehåller. Utan ADH åker allt den resterande urinen direkt genom uppsamlingsröret till njurpelvis, medan det sugs upp mycket vatten om hormonet finns där.